# Рейн (тауншип, Миннесота)
Рейн (англ. Reine) — тауншип в округе Розо, Миннесота, США. На 2000 год его население составило 115 человек.

## География
По данным Бюро переписи населения США площадь тауншипа составляет 93,7 км², из которых 93,5 км² занимает суша, а 0,2 км² — вода (0,22 %).

## Демография
По данным переписи населения 2000 года здесь находились 115 человек, 46 домохозяйств и 32 семьи. Плотность населения —  1,2 чел./км². На территории тауншипа расположено 69 построек со средней плотностью 0,7 построек на один квадратный километр. Расовый состав населения: 100,00 % белых. Испанцы или латиноамериканцы любой расы составляли 0,87 % от популяции тауншипа.
Из 46 домохозяйств в 39,1 % воспитывались дети до 18 лет, в 56,5 % проживали супружеские пары и в 30,4 % домохозяйств проживали несемейные люди. 26,1 % домохозяйств состояли из одного человека, при том 13,0 % из — одиноких пожилых людей старше 65 лет. Средний размер домохозяйства — 2,50, а семьи — 3,03 человека.
27,0 % населения — младше 18 лет, 6,1 % — в возрасте от 18 до 24 лет, 35,7 % — от 25 до 44, 19,1 % — от 45 до 64, и 12,2 % — старше 65 лет. Средний возраст — 38 лет. На каждые 100 женщин приходилось 121,2 мужчин. На каждые 100 женщин старше 18 приходилось 121,1 мужчин.
Средний годовой доход домохозяйства составлял 47 188 долларов, а средний годовой доход семьи —  49 464 доллара. Средний доход мужчин —  28 750  долларов, в то время как у женщин — 23 250. Доход на душу населения составил 17 283 доллара. За чертой бедности не находилась ни одна семья и 5,1 % всего населения тауншипа.